# فرودگاه شهری لوس
فرودگاه شهری لوس (به انگلیسی: Luce County Airport) یک فرودگاه همگانی بهره‌برداری هوایی است که یک باند فرود آسفالت دارد و طول باند آن ۱۳۱۲ متر است. این فرودگاه در کشور ایالات متحده آمریکا قرار دارد و در ارتفاع ۲۶۵ متری از سطح دریا واقع شده است.